# USS Preble (DDG-88)
USS Preble (DDG-88) —  ескадрений міноносець КРО типу «Арлі Берк» ВМС США. Тридцять восьмий корабель цього типу в складі ВМС, будівництво яких було схвалене Конгресом США.

## Назва
Корабель є шостим кораблем флоту США, який названий на честь військово-морського офіцера США Едвара Пребле(Edward Preble). Preble був одним з перших лідерів військово-морського флоту США, який служив під час першої берберійська війни та Квазі-війни.

## Будівництво
Контракт на будівництво есмінця «Preble» був підписаний 13 грудня 1996 року з суднобудівною компанією Ingalls Shipbuilding, розташованої в Паскагула, штат Міссісіпі. Закладено 22 червня 2000 року. Спущений на воду 1 червня 2001 року. Хрещеною матір'ю стала Конні Рей Кларк, дружина адмірала ВМС США Вернона Е. Кларка, який служив в якості начальника військово-морських операцій (CNO) ВМС США. Переданий військово-морського флоту США 12 серпня 2002 року. Введено в експлуатацію 9 листопада 2002 року в Бостоні, штат Массачусетс. 11 грудня 2002 року прибув порт приписки військово-морську базу Сан-Дієго, штат Каліфорнія. З 14 серпня 2014 року портом приписки є військово-морська база Перл-Харбор, Гаваї.

## Бойова служба
8 березня 2007 року провів спільні навчання з кораблем «Badr» (D 184) ВМС Пакистану в Перській затоці.
13 березня 2011 року прибув на східне узбережжя Японії для надання гуманітарної допомоги після землетрусу, що стався 11 березня.
16 жовтня 2017 року залишив порт приписки Перл-Харбор для запланованого розгортання в складі ударної групи авіаносця USS «Theodore Roosevelt» (CVN-71) в зоні відповідальності 5-го і 7-го флоту США. 23 жовтня в складі ударної групи TRCSG прибув в зону відповідальності 7-го флоту США. 31 жовтня прибув з чотириденним візитом на військово-морську базу Апра, Гуам. 12 листопада взяв участь у навчанні PHOTOEX в Японському морі спільно з військовими кораблями Японії і Південної Кореї. 16 грудня в Перській затоці надав допомогу іранському судну для перевезення худоби, що втратило хід в 60 морських милях від узбережжя і позбулося зв'язку.
6 травня 2019 року разом з Chung-Hoon (DDG-93) пройшов поблизу островів у Південно-Китайському морі на які претендує Китай. Ці дії розгнівали офіційний Пекін у час напружених зв’язків між двома найбільшими економіками світу. Американські  есмінці  рухались в межах 12 морських миль від островів Спратлі.
В травні 2020 року в складі угруповання до якого ще входять есмінці КРО USS Lassen (DDG-82) та USS Farragut (DDG-99) і один корабель прибережної зони USS Detroit (LCS-7),був відправлений Білим Домом в Карибське море, щоб не пропустити іранські нафтотанкери до берегів Венесуели.
2 червня 2020 року екіпаж есмінця в перехопленому в карибському морі судні вилучив 100 мішків порошку, схожого на кокаїн, вартість якого, якщо експертиза підтвердить, що це саме кокаїн, більше 40 мільйонів доларів США.
До 2021 року ВМС США планують оснастити есмінець USS Preble (DDG-88) системою лазерної зброї HELIOS.

## У популярній культурі
USS Preble (DDG-88) знявся у науково-фантастичному фільмі 2009 року «Трансфо́рмери 2: По́мста поле́глих».
USS Preble (DDG-88) представлений у відеоіграх 2011 року, Battlefield 3 та відеоіграх 2013 року, Battlefield 4.